# Go Deep
Singles de Janet Jackson
I Get Lonely
(1998) You
(1998)
Go Deep est une chanson de Janet Jackson, extraite de son sixième album studio, The Velvet Rope (1997). Il s'agit du quatrième single de l'album, sorti en juin 1998 au Royaume-Uni et en juillet 1998 aux États-Unis.

## Informations
Go Deep est construit autour d'un sample d'une chanson de One Way, Cutie Pie (1982). Janet Jackson devait interpréter cette chanson lors des VH1 Fashion Awards afin de booster ses passages à la radio. Elle interprétera finalement What About à la place, faisant naître une rumeur selon laquelle ce titre allait être le prochain single de l'album. Janet Jackson a répondu qu'elle avait décidé de faire quelque chose de différent pour l'émission.
Janet Jackson a interprété cette chanson lors du Velvet Rope Tour.

## Popularité
Go Deep a reçu du succès dans les boîtes de nuit, atteignant la première place du Hot Dance Club Play du Billboard au mois d'août 1998. Le single est entré à la troisième place au Royaume-Uni en juin 1998 et a figuré au classement pendant 5 semaines. Il a également figuré au top 40 dans la plupart des pays d'Europe et en Australie mais il a connu ses meilleurs classements aux États-Unis et au Canada. Un remix hip-hop de Timbaland a contribué au succès de la chanson.

## Clip vidéo
Ce clip, réalisé par Jonathan Dayton et  Valerie Faris et sorti en juillet 1998, met en scène un adolescent (Ty Hodges), dont les parents sont absents pour le week-end. La sonnerie de la porte retentit, il s'agit de Janet Jackson, sa chanteuse préférée, accompagnée de ses danseurs, qui souhaite entrer afin d'organiser une fête. À la fin de la vidéo, l'adolescent réalise que ce n'était qu'un rêve. Le clip figure dans le DVD From janet. to Damita Jo: The Videos.

## Supports
| European CD single (724389515220) 1. Jam & Lewis Radio Edit – 3:30 2. Jam & Lewis Extended Album Mix – 5:32 U.S. 12" promo single (VSTDJ 1680) 1. Masters At Work Thunder Mix – 9:07 2. Masters At Work Bonus Beats – 4:01 3. Masters At Work Spiritual Flute Mix – 10:53 4. Masters At Work Vocal Deep Disco Dub – 8:12 5. Masters At Work Alternative Mix – 8:28 U.S. double 12" remix promo single (7087 6 13165 1 3) 1. Masters At Work Thunder Mix – 9:07 2. Masters At Work Thunder Radio Edit – 3:43 3. Masters At Work Spiritual Flute Mix – 10:53 4. Masters At Work Bonus Beats – 4:01 5. Roni Size Remix – 7:25 6. Masters At Work Vocal Deep Disco Dub – 8:32 7. Jam & Lewis Extended Album Mix – 5:35 8. Masters At Work Downtempo Mix – 5:19 U.S. promo CD 1 (DPRO-13165) 1. Jam & Lewis Radio Edit – 3:30 2. Album Version – 4:54 3. Jam & Lewis Extended Album Mix – 5:35 4. Masters At Work Downtempo Mix – 5:19 5. Masters At Work Radio Edit – 3:43 6. Call Out Hook (Jam & Lewis Radio Edit) – 0:17 U.S. promo CD 2 (DPRO-13172) 1. Timbaland Mix featuring Missy Elliott Edit – 4:03 2. Timbaland Mix featuring Missy Elliott Remix – 5:33 3. Teddy Riley Nation Remix (Clean Version) – 5:43 4. T.R. Funk Mix – 5:39 5. Call Out Hook (Missy Edit) – 0:17 6. Call Out Hook (Teddy Riley Nation Remix) – 0:17 | UK 12" promo single (VISA 1680) 1. Jam & Lewis Radio Edit – 3:30 2. Timbaland radio edit – 4.05 UK 12" remix promo single (VSTXDJ 1680) 1. Roni Size Remix – 7:25 2. Roni Size Remix Instrumental – 7:25 UK 12" single (VST 1680) 1. Masters At Work Thunder Mix – 9:07 2. Jam & Lewis Extended Album Mix – 5:32 3. Timbaland Mix featuring Missy Elliott Remix – 5.33 UK 12" remix single (7243 8 95152 6 8) 1. Masters At Work Alternative Mix – 8:32 2. Masters At Work Downtempo Mix – 5:19 3. T.R Funk Mix – 5:39 4. Roni Size Remix – 7:25 UK CD single (VSCDT 1680) European CD single (7243 8 95151 2 1) Japanese CD single (VJCP-12103) 1. Album Version – 4:42 2. T.R Funk Mix – 5:39 3. Roni Size Remix – 7:25 4. Masters At Work Alternative Mix – 8:32 5. Masters At Work Downtempo Mix – 5:19 |

## Remixes officiels
| - Album Version – 4:42 - Jam & Lewis Radio Edit – 3:30 - Jam & Lewis Extended Album Mix – 5:35 - Tchami Remix – 4:23 - Teddy Riley Funk Mix – 5:39 - Teddy Riley Funk Mix #2 – 5:37 - Teddy Riley Nation Mix Clean / RDMC Main Mix ft Queen Pen & Nutta Butta – 5:44 - Teddy Riley Nation Mix Dirty / RDMC Main Mix ft Queen Pen & Nutta Butta – 5:44 - Teddy Riley Remix Version 2 – 4:36 - Timbaland Mix featuring Missy Elliott Remix – 5:33 - Timbaland Mix featuring Missy Elliott Remix Edit – 4:03 - Timbaland Radio Edit – 4:05 - Timbaland Instrumental Mix – 5:34 - Timbaland a cappella – 5:34 - Timbaland TV Mix – 5:34 | - Roni Size Remix – 7:25 - Roni Size Remix Instrumental – 7:24 - Masters At Work Alternative Mix – 8:32 - Masters At Work Downtempo Mix – 5:19 - Masters At Work Downtempo Instrumental – 5:19 - Masters At Work Thunder Mix – 9:05 - Masters At Work Radio Edit – 3:43 - Masters At Work Radio Edit w/ Flute – 4:35 - Masters At Work Vocal Deep Disco Dub – 8:12 - Masters At Work Spiritual Flute Mix – 10:53 - Masters At Work Ambient Mix – 2:30 - Masters At Work Fluteapella – 4:36 - Masters At Work Bonus Beats – 4:01 - Call Out Hook (Jam & Lewis Radio Edit) – 0:17 - Call Out Hook (Missy Edit) – 0:20 - Call Out Hook (Teddy Riley Nation Remix) – 0:18 |

## Classements
| Chart (1998)                           | Peak position |
| -------------------------------------- | ------------- |
| Australian Singles Chart               | 39            |
| Canadian Singles Chart                 | 9             |
| Dutch Top 40                           | 38            |
| European Hot 100 Singles               | 28            |
| French Singles Chart                   | 22            |
| German Singles Chart                   | 72            |
| New Zealand Singles Chart              | 13            |
| UK Singles Chart                       | 13            |
| U.S. Billboard Hot 100 Airplay         | 28            |
| U.S. Billboard Hot R&B/Hip-Hop Airplay | 11            |
| U.S. Billboard Hot Dance Club Play     | 1             |